# Un posto piccolo
Un posto piccolo (titolo originale: A Small Place) è un libro del 1988 della scrittrice statunitense di origine caraibica Jamaica Kincaid.
L'opera non è facilmente classificabile all’interno di un unico filone letterario. Nato come saggio in cui l'autrice, parlando di Antigua, una piccola isola dei Caraibi nella quale è nata e cresciuta, intende denunciare l'industria del turismo e il colonialismo inglese, si presenta anche come una narrazione parzialmente biografica. Mentre alcuni studiosi la considerano un'opera a cavallo tra finzione e biografia, altri ritengono questo, come altri scritti della Kincaid, un testo completamente autobiografico; altri infine preferiscono porre l’attenzione sul suo contenuto critico, leggendolo come un saggio e inserendolo nell'ampio bacino della letteratura postcoloniale.
Il libro è diviso in quattro capitoli, che a loro volta formano due macrosezioni: nella prima la voce narrante racconta la tipica esperienza che un turista prova ad Antigua e descrive come i turisti percepiscono l'isola; nella seconda è la scrittrice stessa che, recuperando i ricordi d'infanzia e la propria esperienza personale, narra il passato coloniale dell'isola e l'eredità lasciata dal colonialismo inglese nell'Antigua contemporanea.

## Contesto storico
Antigua è un'isola delle Piccole Antille, appartenente allo Stato di Antigua e Barbuda. Venne scoperta nel 1493 da Cristoforo Colombo che le assegnò il nome della chiesa di Santa Maria de la Antigua di Siviglia. In seguito, grazie alla sua posizione favorevole tra i porti dei Caraibi, venne denominata anche English Harbourtown (la città portuale inglese). 

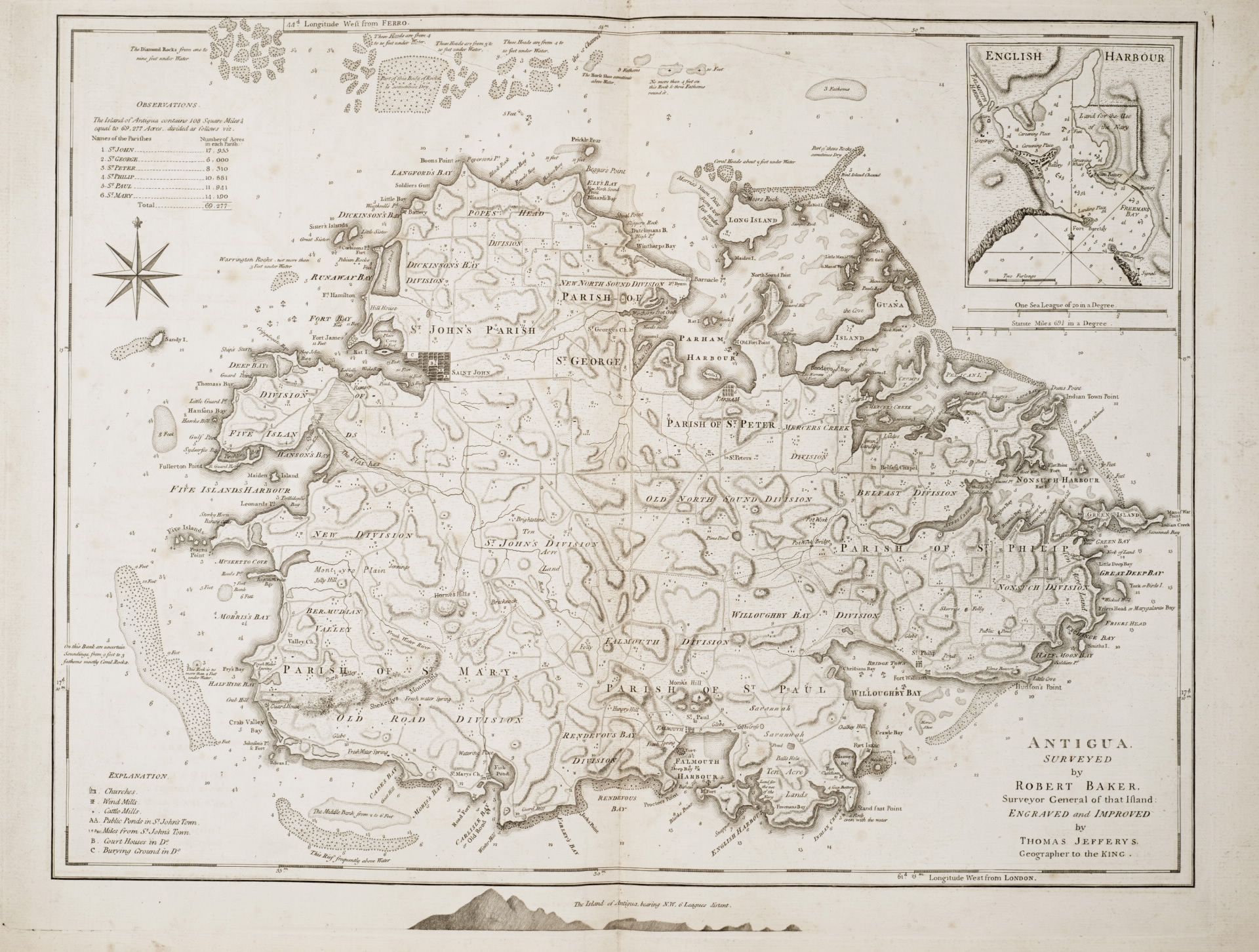
Mappa di Antigua, 1775

Scoperta nel XV secolo, gli europei vi si insediarono solamente nel 1632, anno in cui gli inglesi rivendicarono la proprietà dell’isola. Per un breve periodo nel 1666 passò nelle mani dei francesi, ma l'anno seguente con il Trattato di Breda tornò sotto la corona inglese. Antigua rimase sotto il controllo della Gran Bretagna dal 1667 al 1981, anno in cui ottenne l'indipendenza.
Inizialmente l'isola venne utilizzata per produrre beni agricoli destinati all’esportazione, in particolare tabacco e ginger. L'economia subì un drastico cambiamento nel 1674, quando Sir Christopher Codrigon vi installò la prima piantagione di canne da zucchero. Tale evoluzione portò all’introduzione di schiavi provenienti dall’Africa Occidentale, destinati alla coltivazione intensiva della terra. Dopo solo quattro anni, metà degli abitanti dell’isola era composta da schiavi africani.
Nel 1834 il parlamento britannico, attraverso lo Slavery Abolition Act abolì la schiavitù in tutto l’impero. L'applicazione di questa legge nei vari paesi doveva essere graduale. Per evitare eccessivi danni economici il Parlamento aveva previsto fino a 6 anni di tempo per la sua applicazione, ma il governo di Antigua decise di procedere alla liberazione degli schiavi fin dal 1834. Tale scelta si fondava più su calcoli economici che su ragioni umanitarie: i proprietari delle piantagioni si erano infatti accorti che pagare i lavoratori con un salario molto basso era meno costoso che fornire loro cibo e alloggio, e continuarono quindi fino al XX secolo a sfruttare gli ex schiavi secondo queste nuove condizioni.

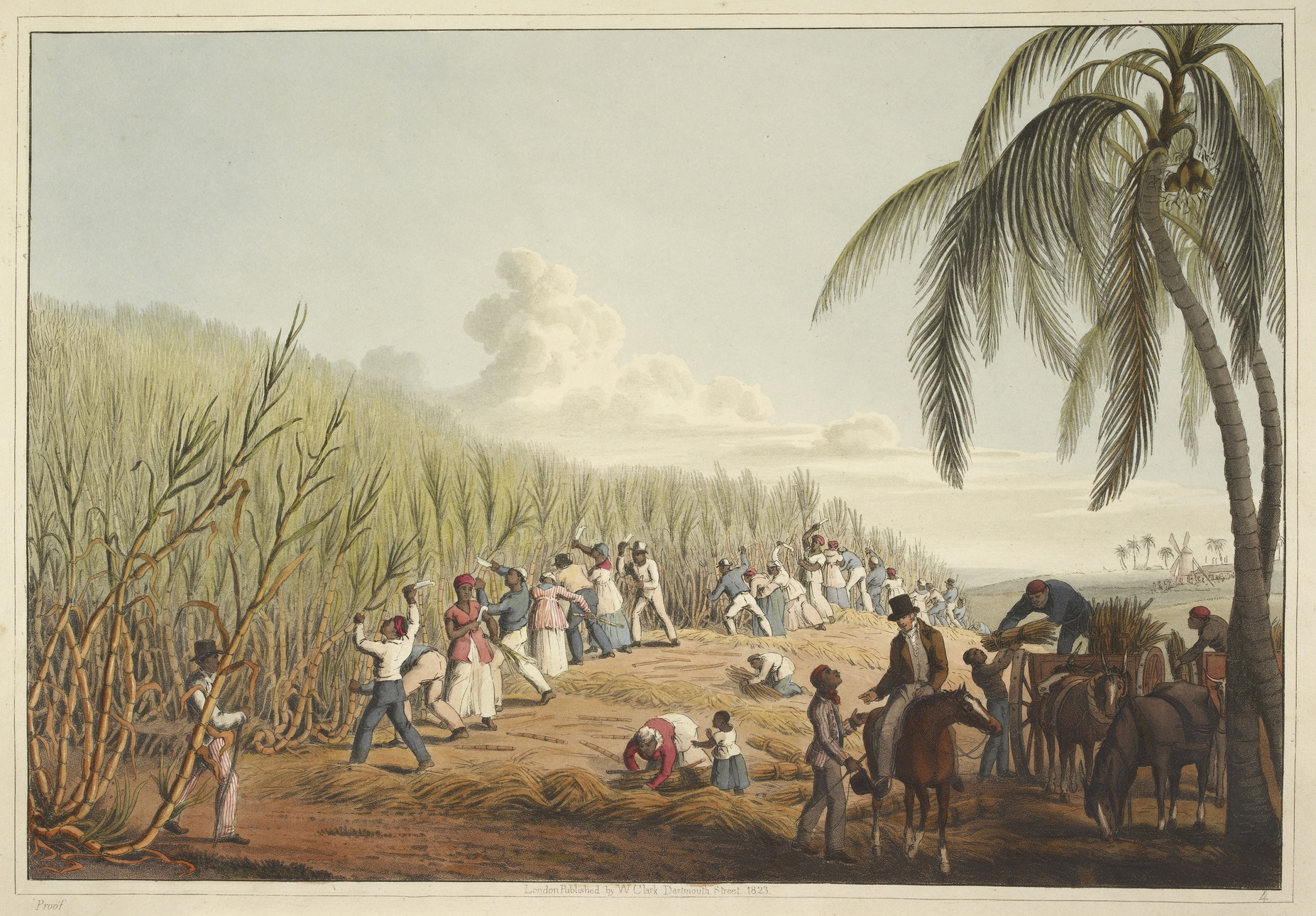
Schiavi che lavorano in una piantagione di canna da zucchero, 1823

Nel 1930 l'industria zuccheriera subì forti danni a causa del declino del prezzo dello zucchero seguito alla Grande Depressione, a cui si aggiunse un periodo di grave siccità che danneggiò le coltivazioni. Le condizioni socio-economiche dell'isola, già di per sé mediocri, si aggravarono, facendo crescere le proteste dei lavoratori che nel 1940 fondarono un sindacato, il Trades and Labour Union (ATLU). Il potere politico rimase nelle mani dei proprietari terrieri, i quali nel 1946 a loro volta si organizzarono nell'Antigua Labour Party (ALP). Le prime elezioni del 1951 vennero vinte da questo partito che - sconfitto solo in alcune tornate elettorali - governò Antigua e Barbuda per oltre quattro decenni. All'opposizione dal 2004 al 2014, ha riguadagnato il potere con le elezioni del 2014.
Dal 1967 al 1981 Antigua divenne stato associato insieme a Barbuda e Redonda. L'isola era indipendente a livello interno, ma gli affari esteri e la difesa rimanevano ancora sotto il controllo della Gran Bretagna. In questo periodo il turismo divenne la prima fonte di entrate del paese, superando i proventi derivanti dalla produzione di zucchero.
Lo stato di Antigua e Barbuda ottenne l'indipendenza dalla Gran Bretagna nel 1981. Oggi è una monarchia costituzionale e il capo dello stato è il sovrano del Regno Unito, rappresentato da un governatore generale che nomina il primo ministro, a cui è affidato il potere esecutivo.
Nel 2015 il Prodotto Interno Lordo proviene per il 79,7% dal settore dei servizi (in cui si concentra l'82% del totale degli occupati), per il 17,9% dall'industria, per il 2,4% dall'agricoltura.

## Contenuto e critica del testo
Jamaica Kincaid scrive Un posto piccolo nel 1987 dopo aver visitato l'isola di Antigua, suo paese di nascita, al quale non faceva ritorno da 20 anni. Inizialmente destinato alla pubblicazione sul New Yorker, il saggio viene rifiutato dall'editore che lo ritiene un testo eccessivamente rabbioso.
La scrittrice decide di pubblicarlo in forma di libro, di contenuta consistenza (81 pagine). Saggio politico per quanto riguarda il contenuto, si legge come un lavoro di narrativa. La scrittura è informale, semplice e diretta: Kincaid sostiene di aver voluto scrivere un libro "rozzo e maleducato", che disattendesse le aspettative e destabilizzasse i lettori.
In Un posto piccolo la voce narrante dell'autrice si rivolge a un "tu" identificato con il lettore/turista che è già stato o che ha intenzione di recarsi ad Antigua. Più precisamente, l'interlocutore definito nella narrazione è un maschio bianco, americano o europeo.
L'uso del "tu" permette all'autrice di prendere le distanze da coloro a cui si rivolge, e nello stesso tempo le consente di sferrare un attacco diretto e personale. Capovolgendo i canoni della letteratura di viaggio, Kincaid decostruisce il rapporto fra il narratore e il lettore, e quello fra il turista e l'isola caraibica agognata. L'uomo bianco occidentale viene posto di fronte a sé stesso, alla sua "appartenenza" coloniale, e rivelato attraverso gli occhi degli abitanti dell’isola in cui va in vacanza: ciò che ne esce è il ritratto di una persona spregevole, buffa, stupida.
Alla presunta superiorità del turista/lettore/uomo occidentale, Kincaid contrappone la propria identità e autorità di donna nativa di Antigua. L'idea di razzismo che prevale nella società occidentale viene ribaltata: è l'uomo bianco che assume caratteristiche negative. Il turista/lettore diviene il "diverso“, un individuo scomodo, indesiderato, un uomo ignorante per il quale Antigua non è altro che un luogo in cui passare le vacanze, una persona disinteressata alla storia, alle questioni legate al passato coloniale e alla difficile situazione socio-economica dell’isola.
La descrizione dell’esperienza del turista sull’isola viene affiancata a quella dei suoi abitanti, così da poter sottolineare le profonde differenze culturali e sociali che separano l’uomo bianco occidentale dalla popolazione di Antigua, prevalentemente composta da discendenti di schiavi africani portati sull’isola all’epoca della tratta. Kincaid sottolinea il legame esistente tra il turista occidentale contemporaneo e gli imperialisti europei che per secoli hanno dominato i Caraibi.
Oggetto della sua denuncia non sono però solo il colonizzatore europeo e il turista neocolonizzatore, il governo coloniale inglese che ha controllato l’isola fino al 1981, ma anche il corrente governo antiguano colpevole di corruzione, e il turismo in quanto meccanismo neocoloniale di dipendenza economica e culturale esercitato sulle isole caraibiche da Europa e Stati Uniti. Gli stessi abitanti di Antigua sono colpevoli, perché incapaci di rilevare il legame esistente tra la loro condizione attuale e il passato coloniale da cui provengono, tra la situazione socio-economica del loro paese e quella imposta a livello globale.
Questa interpretazione di Kincaid assumerà evidenza nell'ultimo breve capitolo del libro, nel quale si potrà comprendere anche la scelta del titolo: Antigua è "un posto piccolo“, perché è una piccola isola in cui le persone concentrano la propria attenzione e le proprie energie in piccoli eventi ordinari. Antigua è un posto piccolo che, a discapito della sua bellezza, diventa "una prigione", come se tutte le cose e tutte le persone presenti al suo interno fossero rinchiuse dentro, e tutte le cose e tutte le persone che non si trovano al suo interno restassero rinchiuse fuori.

## Temi principali

### Il turismo come schema neo-coloniale
Attraverso la descrizione dell’esperienza del turista ad Antigua Jamaica Kincaid esprime una forte critica nei confronti dell’industria del turismo e dell’impatto che questa ha sull’isola. Un posto piccolo ci racconta questo fenomeno dal punto di vista della scrittrice, ovvero di un’antiguana. Prima fonte economica del paese, il turismo è diventato una forma di neocolonialismo, ossia - secondo Kincaid - un meccanismo che aiuta a preservare il potere esercitato da Stati Uniti ed Europa. Sebbene Antigua sia formalmente indipendente, una grossa parte della sua economia rimane legata a paesi stranieri, istituzionalizzando una struttura basata sul binomio centro-periferia, nel quale il centro è rappresentato dai paesi occidentali e la periferia dalle ex colonie. Il tentativo di contare solo sulle proprie risorse porterebbe a delle perdite non indifferenti.
Spesso questo tipo di dipendenza economica, tipica del neocolonialismo, si evolve in dipendenza culturale ed ideologica: il turismo occidentale, oltre a rendere Antigua dipendente dalle economie di altre nazioni, perpetua l’ideologia coloniale del passato. Il saggio racconta come i giovani antiguani siano indirizzati alla scelta di scuole professionali per prepararsi a svolgere attività nel campo dei servizi alberghieri, come inservienti o camerieri, per diventare cioè - come scrive Kincaid - dei "bravi servitori“.
In questo contesto, il saggio può essere letto come una denuncia delle configurazioni di potere che perpetuano le posizioni di subordinazione occupate dai membri della diaspora africana, dai tempi della tratta degli schiavi fino ai giorni nostri.

### L'eredità coloniale britannica e le conseguenze sulla politica antiguana
In Un posto piccolo, come in molti altri lavori di letteratura postcoloniale, uno dei temi principali riguarda il governo coloniale e i mezzi di potere utilizzati da questo per soggiogare gli abitanti dei paesi colonizzati sia sul piano materiale che su quello culturale. Kincaid descrive l’istruzione che ha ricevuto quando era una scolara ad Antigua durante il periodo coloniale: il programma scolastico prevedeva lingua e storia inglese, i valori trasmessi erano finalizzati all’esaltazione della Gran Bretagna e dei suoi abitanti.
Scriverà in un altro saggio: “Avevamo capito che l’Inghilterra era fonte di miti e la fonte da cui avremmo ricavato il nostro senso della realtà, il nostro senso di cosa era importante e di cosa non lo era“.
L'accusa di Kincaid si sposta poi dal governo coloniale all'attuale governo di Antigua, e tocca diversi aspetti, in particolare il problema della corruzione. Il testo presenta una lista di scandali legati al governo del paese: lo spaccio di droga collegato ad alcune società offshore, il coinvolgimento di membri del governo in affari come l’importazione di macchine giapponesi il cui azionario maggiore è il governo stesso, i proventi derivanti dalla prostituzione e dal gioco d’azzardo, la residenza legale negli Stati Uniti ottenuta da alcuni politici, il pessimo sistema sanitario e la corruzione politica. A causa di queste aperte denunce, poco gradite dal governo antiguano, Kincaid è stata bandita dall’isola per cinque anni.
La responsabilità di questa situazione andrebbe condivisa fra il governo antiguano e Gran Bretagna colonizzatrice, che - secondo Kincaid - avrebbe lasciato in eredità solo modelli politici fallimentari e sbagliati. A suo dire, gli abitanti di Antigua sarebbero così corrotti perché avrebbero imparato ad esserlo dai colonizzatori inglesi, e questo comportamento li renderebbe incapaci di attuare un buon autogoverno.
Nella sua scelta di fare luce sulla connessione tra il contesto socio-politico del passato coloniale e quello presente, neo-coloniale, Kincaid mostra come le strutture gerarchiche del colonialismo si siano riflesse nelle contemporanee strutture di potere esistenti nell’Antigua postcoloniale.